# つながるワイド
『つながるワイド』は、和歌山放送（wbs）で2012年4月2日から放送されている日中のワイド番組である。
後述のとおり、wbsの同じ放送枠について、和歌山本局、田辺支局、新宮支局でそれぞれが制作する別の番組が放送されている（radikoでは和歌山本局の放送を配信）。開始から2020年3月27日までは、各番組名が『つながるワイド・（サブタイトル）』であったが、同月30日から和歌山本局については『○○（パーソナリティ名）の全開!×曜日』（従来のサブタイトルのみ）が正式な番組名になっている（各支局については『つながるワイド・（サブタイトル）』のまま。また、和歌山本局の番組表では後半の本支局共通パートを「つながるワイド」と称している）。本項では同枠の番組をまとめて記述する。

## 概要
『つれもてワイド』『ひるドキッ♪紀州路』から引き継いだ地域密着型のワイド番組である。13:00 - 15:00は和歌山本局、田辺支局、新宮支局のそれぞれで異なる内容の番組を放送している。15:00からは各局を中継で結んで共通の内容を放送している。
2014年3月31日に、それまでの放送時間12:50 - 16:05から13:00 - 16:00に短縮。2016年3月28日からは13:00 - 16:35に延長している（和歌山本局の月曜は16:15まで）。和歌山本局では2020年3月31日から同年6月26日まで『連続ラジオ小説 アパレルに革命を起こした男 島正博物語』が放送されていたため、火 - 金曜は13:00 - 16:25に短縮していた（月曜および各支局は変更せず）。
2023年3月17日をもって『新宮発☆ラジオDE元気!』の放送が終了。20日より新宮エリアも本局の番組をそのまま放送する方式に変わった。ただし支局は、新宮市内に残ることになり、気象予報士の引本が、朝のワイド番組「ボックス」の月曜日を担当し、今後も紀南地方の情報を発信することになっている。
なお、毎年7月の全国高等学校野球選手権和歌山大会開催期間中は、試合時間により番組全体が休止となる場合と、コーナー展開を一部を除き休止したうえで、リクエストやリスナーからのメッセージを中心に構成する短縮版（雨天中止の場合は通常時間帯となるが、この場合もリクエスト•メッセージ主体で放送）が行われる。

### 番組名
- 和歌山本局・radiko : 『つながるワイド・小田川和彦のお昼は全開!リクエスト / ○○の全開!×曜日』 → 『○○の全開!×曜日』
- 田辺支局 : 『つながるワイド・感謝感激!アカシです。』→『つながるワイド・やにこいラジオ 昼いちばん!』
- 新宮支局 : 『つながるワイド・新宮発☆ラジオDE元気!』

## 番組・パーソナリティの変遷
| 期間           | 和歌山本局・radiko                                                          | 和歌山本局・radiko                                                          | 和歌山本局・radiko                                                          | 和歌山本局・radiko                                                          | 和歌山本局・radiko                                                                | 田辺支局                                                       | 新宮支局                                                  |
| 期間           | 月                                                                          | 火                                                                          | 水                                                                          | 木                                                                          | 金                                                                                | 月 - 金                                                        | 月 - 金                                                   |
| -------------- | --------------------------------------------------------------------------- | --------------------------------------------------------------------------- | --------------------------------------------------------------------------- | --------------------------------------------------------------------------- | --------------------------------------------------------------------------------- | -------------------------------------------------------------- | --------------------------------------------------------- |
| 2012.4-2015.3  | 小田川和彦のお昼は全開!リクエスト 小田川和彦、Shino、藤原梨江 (-2013.3、月) | 小田川和彦のお昼は全開!リクエスト 小田川和彦、Shino、藤原梨江 (-2013.3、月) | 小田川和彦のお昼は全開!リクエスト 小田川和彦、Shino、藤原梨江 (-2013.3、月) | 小田川和彦のお昼は全開!リクエスト 小田川和彦、Shino、藤原梨江 (-2013.3、月) | しそまるの全開!金曜日 桂枝曾丸 中川智美 (-2019.12,2021.4-) 小坂都 (2020.1-2021.3) | 感謝感激!アカシです。 松原燈 山下博美 野久保栄美               | 新宮発☆ラジオDE元気! 柿白享子 尾崎さとみ 引本孝之 (水-金) |
| 2015.4-2016.3  | 服部直樹の全開!月曜日 服部直樹 小坂都                                       | 小田川和彦の全開!火曜日 小田川和彦 Shino                                    | 応援団長なおきの全開!水曜日 なおき 三浦ちあき                               | 伊舞なおみの全開!木曜日 伊舞なおみ                                          | しそまるの全開!金曜日 桂枝曾丸 中川智美 (-2019.12,2021.4-) 小坂都 (2020.1-2021.3) | 感謝感激!アカシです。 松原燈 山下博美 野久保栄美               | 新宮発☆ラジオDE元気! 柿白享子 尾崎さとみ 引本孝之 (水-金) |
| 2016.4-2017.3  | 服部直樹の全開!月曜日 服部直樹 小坂都                                       | 小田川和彦の全開!火曜日 小田川和彦 Shino                                    | 応援団長なおきの全開!水曜日 なおき 三浦ちあき                               | 伊舞なおみの全開!木曜日 伊舞なおみ                                          | しそまるの全開!金曜日 桂枝曾丸 中川智美 (-2019.12,2021.4-) 小坂都 (2020.1-2021.3) | やにこいラジオ 昼いちばん! 松原燈 山下博美 中谷まや (2018.10-) | 新宮発☆ラジオDE元気! 柿白享子 尾崎さとみ 引本孝之 (水-金) |
| 2017.4-2018.9  | 服部直樹の全開!月曜日 服部直樹 小坂都                                       | 小田川和彦の全開!火曜日 小田川和彦 Shino                                    | すみたにの全開!水曜日 すみたに                                              | 伊舞なおみの全開!木曜日 伊舞なおみ                                          | しそまるの全開!金曜日 桂枝曾丸 中川智美 (-2019.12,2021.4-) 小坂都 (2020.1-2021.3) | やにこいラジオ 昼いちばん! 松原燈 山下博美 中谷まや (2018.10-) | 新宮発☆ラジオDE元気! 柿白享子 尾崎さとみ 引本孝之 (水-金) |
| 2018.10-2020.3 | 服部直樹の全開!月曜日 服部直樹 小坂都                                       | 小田川和彦の全開!火曜日 小田川和彦 Shino                                    | すみたにの全開!水曜日 すみたに                                              | 笠野衣美の全開!木曜日 笠野衣美                                              | しそまるの全開!金曜日 桂枝曾丸 中川智美 (-2019.12,2021.4-) 小坂都 (2020.1-2021.3) | やにこいラジオ 昼いちばん! 松原燈 山下博美 中谷まや (2018.10-) | 新宮発☆ラジオDE元気! 柿白享子 尾崎さとみ 引本孝之 (水-金) |
| 2020.4-現在    | 服部直樹の全開!月曜日 服部直樹 小坂都                                       | わんだーらんどの全開!火曜日 わんだーらんど 三崎智子                         | すみたにの全開!水曜日 すみたに                                              | マエオカテツヤの全開!木曜日 マエオカテツヤ 倉窪莉沙                         | しそまるの全開!金曜日 桂枝曾丸 中川智美 (-2019.12,2021.4-) 小坂都 (2020.1-2021.3) | やにこいラジオ 昼いちばん! 松原燈 山下博美 中谷まや (2018.10-) | 新宮発☆ラジオDE元気! 柿白享子 尾崎さとみ 引本孝之 (水-金) |

## タイムテーブル・コーナー
2021-22年度の秋・冬の編成（2022年1月31日現在）。

### ○○の全開!×曜日
- 13:00 - 第1部オープニング（ここから15:00までは和歌山本局とradiko・ワイドFM=全県向けのみ）
- 13:02頃 - ニュース・天気予報
- 13:07頃 - お天気ウィークリー
- 13:15頃 - はぴeな暮らしお届けします
- 13:30頃 - 紀の川市とっておき情報（第1木曜）、おしゃらん♪（水）
- 13:35頃 - お話しアベニュー part1
- 14:00 - ニュース・天気予報・交通情報
- 14:10頃 - のりちゃんのあなたとピース（第2・4月曜）
- 14:40頃 - お話しアベニュー part2
- 15:00 - 第2部オープニング（ここから田辺支局・新宮支局も飛び乗って全県放送、「つながるワイド」）
- 15:02頃 - ニュース・天気予報・交通情報
- 15:20頃 - ぐるっと紀州路（木）、トヨタ街角ステーション「きらめきレポート」（金）
- 15:40頃 - うずまきのこころ（第1月曜）、オレンジライフでハッピーライフ（第4月曜）、ラジオでお届け!県政最前線（火）
- 16:02頃 - 天気予報
- 16:15 - TVが伝えない大事な話（月）
- 16:30 - くらしにプラス（月）

radikoタイムフリーでは、「TVが伝えない大事な話」「くらしにプラス」「ラジオでお届け！県政最前線」は別番組（フロート番組）扱いとしている。

### やにこいラジオ 昼いちばん!
- 13時台
  - きよちゃんのいきなりリクエスト
  - ニュース・天気予報・交通情報
  - お話アベニュー
  - ラジオカーリポート
  - フィッシングガイド（月 - 木）
  - お花、あげます（金）
  - 上田修司のとっておきの話（金）
- 14時台
  - ニュース・天気予報・交通情報
  - ソングフォー・ユー（火・木）
  - 田辺市広報タイム（火・金）
  - ぼくと私のお話（水）
  - すさみ町広報タイム（第3水曜）
  - いどっちの紀南は最高っ!（月）
  - ミュージックスクラップ
  - 紀南レポート

### 新宮発☆ラジオDE元気!
- 13時台
  - 天気予報・交通取り締まり情報
  - ラジオ横丁1丁目
  - ラジオ横丁2丁目
  - 通行規制情報
  - 街ごとジャンプ! ラジオカー
  - Your song ～僕の歌は君の歌～
- 14時台
  - 天気予報・交通取り締まり情報
  - ラジオ横丁3丁目
  - HOT STATION ふれあいラジオ（火・木）
  - ター坊と三九郎のダジャレをゆーのはダレジャー
  - 紀南からおすすめしま～す! このお店